# Акопян Левон Генрикович
Левон Генрикович Акопян (вірм. Լևոն Հակոբյան, 14 листопада 1983, Ленінакан, Вірменська РСР) — спортсмен змішаного стилю, володар Кубка світу з греплінгу (2015), чемпіон Європи з бойового самбо (2016), срібний призер чемпіонату Європи з бойового самбо (2019), срібний призер Кубка Європи з бойового самбо (2013), бронзовий призер Кубка світу з бойового джиу-джитсу (2015), бронзовий призер чемпіонату Європи з бойового самбо (2013), чемпіон України з бойового самбо (2013). Майстер спорту України міжнародного класу. До 2013 року переважно виступав у категорії до 68 кг, з 2014 року виступає переважно у категорії до 77 кг.
На професійному ринзі провів 2 успішних бої. 8 грудня 2013 року здобув перемогу на міжнародному турнірі «Воїни імперії» та 21 грудня 2013 року на міжнародному турнірі «Битва на Золотій горі» достроково завершив бій бойовим прийомом та здобув перемогу.
Вихованець Середюка Федора Миколайовича — заслуженого тренера України, головного тренера збірної України з бойового самбо.

## Біографія
Народився в родині педагогів: мати — Акопян Рима Мартинівна — педагог, батько Акопян Генрик Агасійович — інженер-будівельник. Мати Левона загинула під час Ленінаканського землетрусу, коли йому було 5 років. У 13 років почав займатися у секції вільної боротьби.
Представляє спортивний клуб "Гермес" (Київ).
З 2023 року - заступник голови Київської міської організації Всеукраїнської профспілки захисників України, спортсменів та працівників сфер

## Спортивні досягнення
- 2013 — Чемпіонат України, бойове самбо, 1-е місце[1].
- 2013 — Чемпіонат Європи, бойове самбо, 3-е місце[2].
- 2013 — Кубок Європи, бойове самбо, 2-е місце[3].
- 2015 — Кубок світу з Комбат Дзю-Дзюцу, 3-е місце[4].
- 2015 — Кубок світу з грепплінгу, 1-е місце[4]
- 2016 — Чемпіонат Європи, бойове самбо, 1-е місце[5].
- 2019 — Чемпіонат Європи, бойове самбо, 2-е місце[6].